# Brandtit
Brandtit ist ein selten vorkommendes Mineral aus der Mineralklasse der „Phosphate, Arsenate und Vanadate“ mit der chemischen Zusammensetzung Ca2Mn2+[AsO4]2·2H2O und damit chemisch gesehen ein wasserhaltiges Calcium-Mangan-Arsenat.
Brandtit kristallisiert im monoklinen Kristallsystem und entwickelt kurz- bis langprismatische Kristalle bis etwa acht Millimeter Länge, die oft radialstrahlige Gruppen oder faserig-kugelige Aggregate bilden. In reiner Form ist Brandtit farblos und durchsichtig mit einem glasähnlichen Glanz auf den Oberflächen. Durch vielfache Lichtbrechung aufgrund von Gitterfehlern oder polykristalliner Ausbildung kann er aber auch durchscheinend weiß sein.

## Etymologie und Geschichte
Erstmals entdeckt wurde Brandtit zusammen mit Karyopilit, Sarkinit und gediegen Blei im Eisen-Mangan-Bergwerk „Harstigen“ („Harstigsgruvan“) (Koordinaten des Bergwerks Harstigen) bei Pajsberg in der zur Provinz Värmlands län bzw. der historischen Provinz Värmland gehörenden Gemeinde Filipstad in Schweden. Die Erstbeschreibung erfolgte 1888 durch Adolf Erik Nordenskiöld, der das Mineral nach dem schwedischen Chemiker Georg Brandt benannte.
Von der International Mineralogical Association (IMA) wird der Brandtit mit der Kurzbezeichnung „Bdt“ geführt. Er ist als eigenständige Mineralart schon lange bekannt und wurde von der Commission on New Minerals, Nomenclature and Classification (CNMNC) daher als sogenanntes grandfathered Mineral anerkannt. Ein Aufbewahrungsort für das Typmaterial des Minerals ist nicht bekannt.

## Klassifikation
Bereits in der veralteten 8. Auflage der Mineralsystematik nach Strunz gehörte der Brandtit zur Mineralklasse der „Phosphate, Arsenate und Vanadate“ und dort zur Abteilung „Wasserhaltige Phosphate, Arsenate und Vanadate ohne fremde Anionen“, wo er zusammen mit Roselith die „Roselith-Reihe“ mit der System-Nr. VII/C.12b innerhalb der „Fairfieldit-Roselith-Gruppe“ bildete.
Im zuletzt 2018 überarbeiteten und aktualisierten Lapis-Mineralienverzeichnis nach Stefan Weiß, das sich aus Rücksicht auf private Sammler und institutionelle Sammlungen noch nach dieser alten Form der Systematik von Karl Hugo Strunz richtet, erhielt das Mineral die System- und Mineral-Nr. VII/C.17-130. In der „Lapis-Systematik“ entspricht dies ebenfalls der Abteilung „Wasserhaltige Phosphate, ohne fremde Anionen“, wobei in den Gruppen VII/C.16 bis 34 die Minerale mit mittelgroßen bis großen Kationen: Fe-Mn-Zn-Mg und Ca-(NH4)1+ eingeordnet sind. Brandtit bildet hier zusammen mit Anorthoroselith (ehemals Roselith-β, Roselith-Beta), Cassidyit, Collinsit, Fairfieldit, Gaitit, Hillit, Messelit, Nickeltalmessit, Parabrandtit, Rruffit, Roselith, Talmessit, Wendwilsonit und Zinkroselith die „Fairfieldit-Roselith-Reihe“.
Die von der IMA zuletzt 2009 aktualisierte 9. Auflage der Strunz’schen Mineralsystematik ordnet den Brandtit ebenfalls in die Abteilung der „Phosphate usw. ohne zusätzliche Anionen; mit H2O“ ein. Diese ist allerdings weiter unterteilt nach der relativen Größe der beteiligten Kationen, so dass das Mineral entsprechend seiner Zusammensetzung in der Unterabteilung „Mit großen und mittelgroßen Kationen; RO4 : H2O = 1 : 1“ zu finden ist, wo es nur zusammen mit Roselith, Wendwilsonit und Zinkroselith die „Roselithgruppe“ mit der System-Nr. 8.CG.10 bildet.
Auch die vorwiegend im englischen Sprachraum gebräuchliche Systematik der Minerale nach Dana ordnet den Brandtit in die Klasse der „Phosphate, Arsenate und Vanadate“ und dort in die Abteilung der „Wasserhaltige Phosphate etc.“ ein. Hier ist er zusammen mit Manganlotharmeyerit, Roselith, Wendwilsonit und Zinkroselith in der „Roselith-Untergruppe (Monoklin: P21/c)“ mit der System-Nr. 40.02.03 innerhalb der Unterabteilung „Wasserhaltige Phosphate etc., mit A2+(B2+)2(XO4) × x(H2O)“ zu finden.

## Kristallstruktur
Brandtit kristallisiert in der monoklinen Raumgruppe P21/c (Raumgruppen-Nr. 14) mit den Gitterparametern a = 5,90 Å; b = 12,97 Å; c = 5,68 Å und β = 108,0° sowie zwei Formeleinheiten pro Elementarzelle.

## Modifikationen und Varietäten
Die Verbindung Ca2Mn2+[AsO4]2·2H2O ist dimorph und kommt in der Natur neben dem monoklin kristallisierenden Brandtit noch als triklin kristallisierender Parabrandtit vor.

## Bildung und Fundorte
An seiner Typlokalität im Bergwerk „Harstigen“ („Harstigsgruvan“) in der schwedischen Gemeinde Filipstad (Värmlands län) fand sich Brandtit in metamorphisierten Eisen-Mangan-Erzkörpern. Als Begleitminerale traten hier neben Karyopilit, Sarkinit und gediegen Blei unter anderem noch Baryt, Calcit, Flinkit und Galenit auf. Des Weiteren fanden sich Chalkopyrit, Franklinit, Löllingit, Rhodochrosit, Sphalerit und Willemit als Begleiter von Brandtit in der ehemaligen Sterling Mine bei Sterling Hill nahe Ogdensburg im Bergbaubezirk Franklin (New Jersey).
Als seltene Mineralbildung konnte Brandtit nur an wenigen Orten nachgewiesen werden, wobei weltweit bisher rund 20 Fundstätten dokumentiert sind (Stand 2022). Außer an seiner Typlokalität wurde das Mineral in Schweden noch in der, ebenfalls in Värmland liegenden, Grube Långban gefunden. Ein weiterer Fundort (Grube Unga Assersorskan) in der Västmanlands län gilt bisher als nicht gesichert.
In Deutschland trat Brandtit bisher nur im Steinbruch „Fuchs“ an der Hartkoppe in der unterfränkischen Gemeinde Sailauf (Bayern) und in der Grube „Rappold“ bei Neustädtel (Schneeberg) im sächsischen Erzgebirgskreis zutage.
Der bisher einzige gesicherte Fundort in Österreich ist ein natürlicher Aufschluss am Mislkopf (auch Mieslkopf) bei Pfons im Bezirk Innsbruck-Land in Tirol. Weitere Fundorte am Navisbach und am Obernberger Tribulaun im gleichen Bezirk wurden bisher nicht bestätigt.
Auch in der Schweiz kennt man bisher mit der Mangan-Grube „Falotta“ in der ehemaligen Gemeinde Tinizong im Kanton Graubünden ebenfalls nur einen Fundort für Brandtit.
Weitere Fundorte liegen unter anderem in Chile, Frankreich, Griechenland, Italien, Japan, Kasachstan, Südafrika und Tschechien.